# Sporormia marchaliana
Sporormia marchaliana är en svampart som beskrevs av Mouton 1886. Sporormia marchaliana ingår i släktet Sporormia och familjen Sporormiaceae.   Inga underarter finns listade i Catalogue of Life.